# Bilwinowo
Bilwinowo [pronunciación en polaco: /bilviˈnɔvɔ/] es un pueblo ubicado en el distrito administrativo de Gmina Szypliszki, dentro del Condado de Suwałki, Voivodato de Podlaquia, en el norte de Polonia oriental, cercano a la frontera con Lituania. Se encuentra aproximadamente a 10 kilómetros al sur de Szypliszki, a 12 kilómetros al noreste de Suwałki, y a 117 kilómetros al norte de la capital regional Białystok.